# Canadian International 2023
Die Canadian International 2023 im Badminton fanden vom 5. bis zum 10. Dezember 2023 in Markham statt.

## Sieger und Platzierte
| Disziplin    | Gold                                    | Silber                    | Bronze                             |
| ------------ | --------------------------------------- | ------------------------- | ---------------------------------- |
| Herreneinzel | Brian Yang                              | Victor Lai                | Enogat Roy                         |
| Herreneinzel | Brian Yang                              | Victor Lai                | Ygor Coelho                        |
| Dameneinzel  | Wen Yu Zhang                            | Rachel Chan               | Chloe Hoang                        |
| Dameneinzel  | Wen Yu Zhang                            | Rachel Chan               | Talia Ng                           |
| Herrendoppel | Arif Abdul Latif Jonathan Bing Tsan Lai | Adam Dong Nyl Yakura      | Lap Kan Kern Pong Larry Pong       |
| Herrendoppel | Arif Abdul Latif Jonathan Bing Tsan Lai | Adam Dong Nyl Yakura      | Chen Zhi-yi Presley Smith          |
| Damendoppel  | Jacqueline Cheung Rachel Honderich      | Jackie Dent Crystal Lai   | Catherine Choi Josephine Wu        |
| Damendoppel  | Jacqueline Cheung Rachel Honderich      | Jackie Dent Crystal Lai   | Kanano Muroya Miku Sugiyama        |
| Mixed        | Rian Agung Saputro Serena Kani          | Presley Smith Allison Lee | Arif Abdul Latif Rachel Honderich  |
| Mixed        | Rian Agung Saputro Serena Kani          | Presley Smith Allison Lee | Ty Alexander Lindeman Josephine Wu |